# Pasiano di Pordenone
Die Gemeinde Pasiano di Pordenone (furlanisch Pasiàn) liegt in Nordost-Italien in der Region Friaul-Julisch Venetien. Sie liegt südlich von Pordenone und hat 7859 Einwohner (Stand 31. Dezember 2023). Die Gemeinde hat eine Fläche von 45,5 km².
Die Gemeinde umfasst neben dem Hauptort Pasiano di Pordenone fünf weitere Ortschaften und Weiler:
- Azzanello
- Cecchini
- Rivarotta
- Sant’Andrea
- Visinale

## Nachbargemeinden
Nachbargemeinden sind Azzano Decimo, Gorgo al Monticano (TV), Mansuè (TV), Meduna di Livenza (TV), Porcia, Pordenone, Prata di Pordenone und Pravisdomini.

## Söhne und Töchter des Ortes
- Lucio Gera (1924–2012), argentinischer Theologe
- Damiano Damiani (1922–2013), Drehbuchautor und Filmregisseur